# Hina (divinité)
Pour les articles homonymes, voir Hina.
 (décembre 2014).
Si vous disposez d'ouvrages ou d'articles de référence ou si vous connaissez des sites web de qualité traitant du thème abordé ici, merci de compléter l'article en donnant les références utiles à sa vérifiabilité et en les liant à la section « Notes et références ».

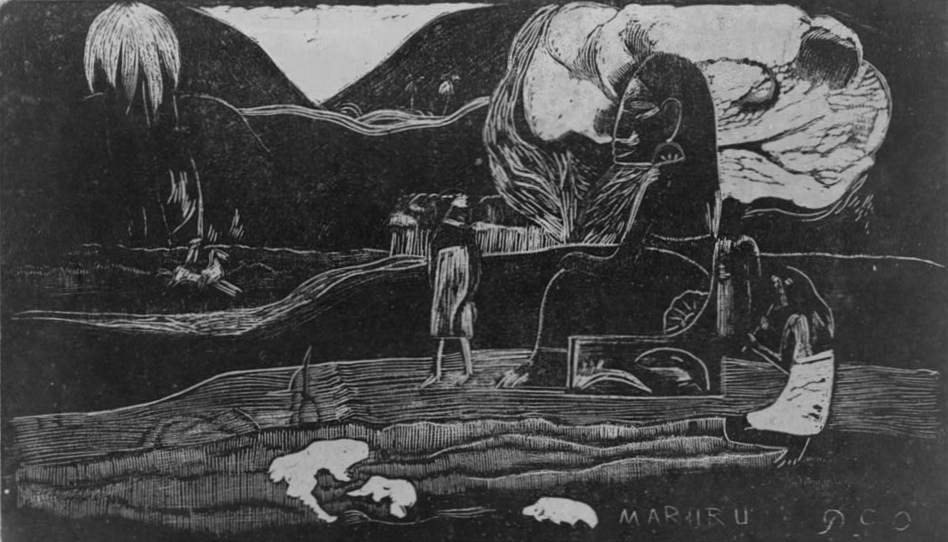
tableau

Hina dont le nom signifie littéralement fille (ou jeune fille) est une divinité du panthéon polynésien (dont celui d'Hawaï). Un nom semblable est donné à l'épouse de Maui ainsi qu'aux dieux Tane et Tangaroa.  Mais à chaque fois, le personnage est relié ou identifié à la Lune. Elle a également partie liée au monde marin ayant été unie (de gré ou de force) à une anguille. Son père est d'ailleurs parfois présenté comme un dieu pisciforme.
Les mythes de différentes îles expliquent l'origine des noix de coco par son intervention : Hina recommandant à un personnage masculin (amant ou non) d'enterrer une tête d'anguille laquelle donnant naissance à une pousse de coco ou à une noix elle-même . Ces mythes étiologiques peuvent tirer leur origine de la dérive des noix de coco favorisant ainsi leur dissémination à travers l'océan.